# Allodessus
Allodessus là một chi bọ cánh cứng trong họ Dytiscidae.
Chi này được Guignot miêu tả khoa học năm 1953.

## Các loài
Các loài trong chi này gồm:
- Allodessus bistrigatus (Clark, 1862)
- Allodessus megacephalus (Gschwendtner, 1931)
- Allodessus oliveri (Ordish, 1966)
- Allodessus skottsbergi (Zimmermann, 1924)
- Allodessus thienemanni (Csiki, 1938)